# Srondol Kulon
Srondol Kulon is een bestuurslaag in het regentschap Semarang van de provincie Midden-Java, Indonesië. Srondol Kulon telt 12.969 inwoners (volkstelling 2010).